# Orloj Martina Chaloupky

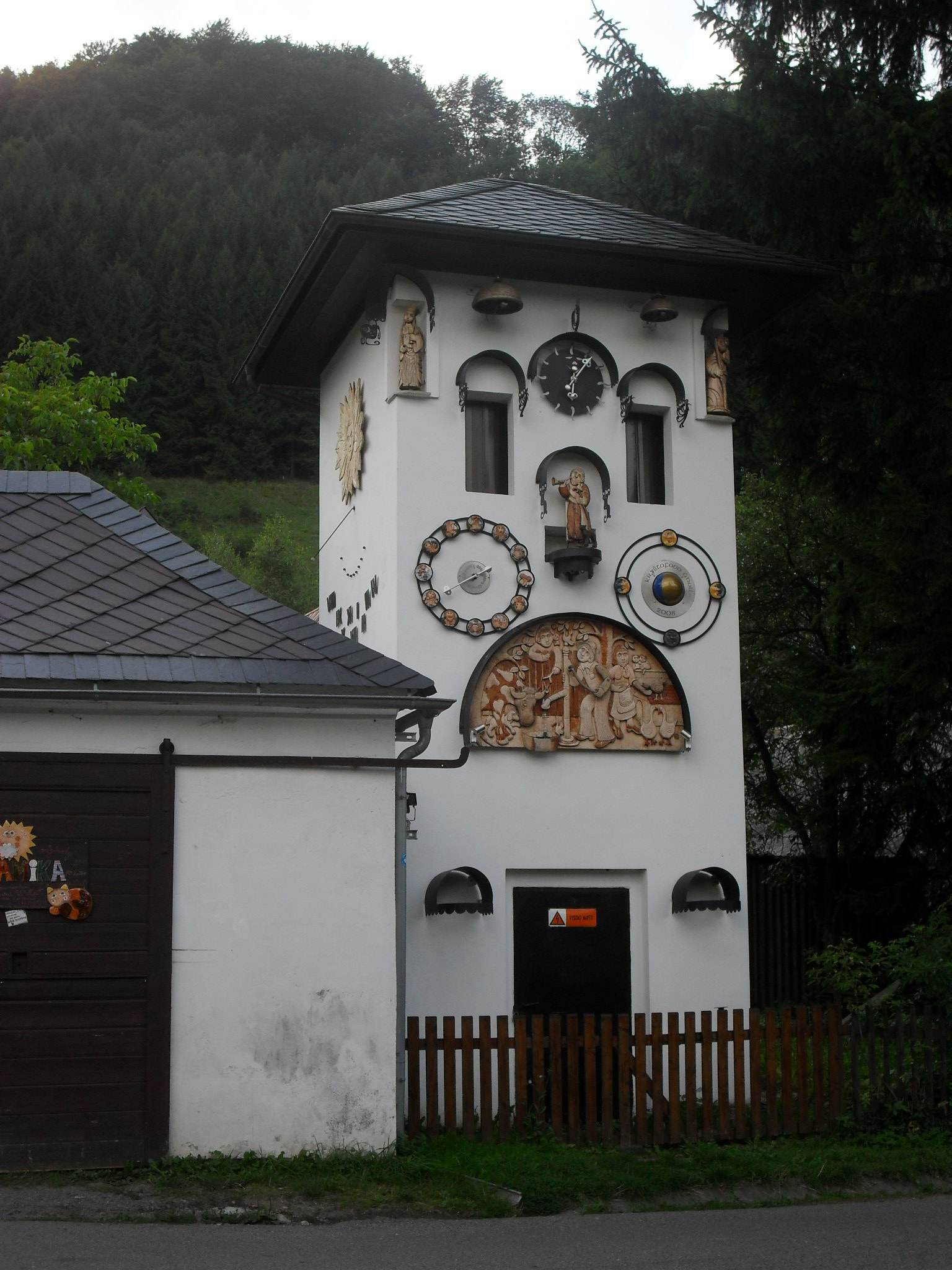
Kryštofoúdolský orloj

Orloj Martina Chaloupky byl původně umístěn ve věžové budově bývalé trafostanice naproti Muzeu betlémů ve vesnici Kryštofovo Údolí na Liberecku. Budován byl od roku 2006, slavnostně spuštěn 20. září 2008, plnohodnotným orlojem se pak stal v roce 2011, kdy bylo uvedeno do provozu zařízení, znázorňující fáze Měsíce a znamení Zvěrokruhu. Poté, co majitelka byla obcí zbavena funkce provozovatelky muzea betlémů, přestěhovala orloj na hasičskou zbrojnici v Žibřidicích a svou část expozice muzea do protější budovy. 

## Popis
Průčelí vévodí dvě okénka, v nichž každou hodinu defiluje 12 apoštolů podobně jako na pražském Staroměstském orloji. Mezi okénky je pohyblivá socha ponocného s trubkou a s psíkem, která celé představení zahajuje, pod ponocným najdeme pohyblivý reliéf s motivy vesnického života, který naopak celou produkci ukončuje. Sochařskou výzdobu doplňují statické sochy svaté Barbory a svatého Kryštofa s Ježíškem v náručí, umístěné těsně pod střechou. Technickou výbavu pak tvoří dvojice venkovních bronzových zvonů, elektronické ciferníkové hodiny řízené přes satelit a už zmíněné přístroje (Měsíc, Zvěrokruh), umístěné pod pohyblivým reliéfem. Na boku objektu pak najdeme sluneční hodiny. Celý orloj je poháněn elektromotorem s mechanickými převody sil. 
Pohyb apoštolů se spouští každou celou hodinu od 8 do 22 hodin.

## Autoři
Iniciátorem, investorem i hlavním stavitelem orloje je Martin Chaloupka, mechanická část je dílem Jiřího Ottmara, sochy apoštolů navrhl a z lipového dřeva vyřezal liberecký výtvarník Václav Plechatý, na díle se podíleli i další umělci a řemeslníci, například zámečníci František Budák a syn z Machnína, umělecký kovář Jan Nikendey a další. 
Patronát nad jednotlivými sochami převzali například herci Jiřina Bohdalová, Martin Dejdar, Marek Eben a Jiří Lábus, moderátorka Marcela Augustová, bývalý liberecký primátor Jiří Kittner a místní podnikatelé a zemědělci. Částkou 100 000 Kč přispěl Liberecký kraj, okolí upravila na vlastní náklady obec.

## Přemístění
Po úmrtí Martina Chaloupky převzala provozování orloje i muzea betlémů a hraček jeho dcera Alice Chmelíková. V únoru 2023 z rozhodnutí obecního zastupitelstva údajně ve funkci provozovatelky muzea skončila. Ve zprávě je uvedeno, že se jednalo o vypršení desetileté nájemní smlouvy k budově, kde muzeum sídlilo, a že obec v lednu 2023 podle zákona vyvěsila nový záměr na provoz muzea betlémů (základní podmínkou byla správa tří obecních betlémů a jednoho církevního), a přihlásili se čtyři zájemci, z nichž obec 13. února 2023 jednoho vybrala a s Alicí Chmelíkovou ukončila spolupráci, protože prý nepředložila svou vizi a nepřišla ani na pracovní schůzi. Bezprostředně poté se Alice Chmelíková rozhodla, že exponáty muzea (čtyřicet betlémů a přes dva tisíce hraček) a spolu s tím i  dva symboly Kryštofova Údolí, orloj a čurajícího voříška, přestěhuje. Hledala nové prostory v únoru 2023 měla rozjednané dvě obce, které projevovaly zájem. Orloj má při stěhování projít kompletní rekonstrukcí.
Starostka obce respektuje právo majitelky na přemístění orloje a sochy čůrajícího voříška – připomněla však, že oba objekty byly ve špatném stavu, socha už dva roky nečůrala a orloj se zasekával. Co se týče exponátů muzea, které nepatří obci, většina z nich byla zapůjčena na základě důvěry místních obyvatel vůči Martinu Chaloupkovi, ale neexistují žádné smlouvy či evidence. Starostka chtěla situaci bez emocí citlivě vyřešit s dosavadní provozovatelkou a domluvit se na předání prostorů.
Starostka uvedla, že si obec váží odkazu pana Chaloupky, ale cítí potřebu muzeum posunout dál a zprofesionalizovat jej. Nový provozovatel muzea zbývajících čtyř betlémů má mít smlouvu na pět let s roční výpovědní lhůtou, ve své vizi přislíbil zařadit muzeum mezi odbornou betlémářskou veřejnost, navázat spolupráci s muzei v Třebechovicích, Liberci či Frýdlantu, zapojit jej do zápůjčkového programu a vybudovat malou galerii v části expozice.
Orloj byl v roce 2023 přemístěn na hasičskou zbrojnici ve vesnici Žibřidice, části obce Křižany. Sbírka papírových betlémů má být v roce 2024 otevřena v budově naproti hasičské zbrojnici.